# ‘En HaShofet
‘En HaShofet (hebreiska: עין השופט) är en ort i Israel.   Den ligger i distriktet Norra distriktet, i den norra delen av landet. ‘En HaShofet ligger 258 meter över havet och antalet invånare är 759.
Terrängen runt ‘En HaShofet är kuperad åt nordost, men åt sydväst är den platt.Runt ‘En HaShofet är det ganska tätbefolkat, med 199 invånare per kvadratkilometer. Närmaste större samhälle är Yoqne‘am ‘Illit, 6,6 km norr om ‘En HaShofet. Trakten runt ‘En HaShofet består till största delen av jordbruksmark.